# Дамаспия
Дамаспия (др.-перс. Jāmāspi-; V век до н. э.) — супруга персидского царя Артаксеркса I

## Биография
Имя Дамаспии упоминается только у Ктесия. Согласно этому историку, Дамаспия была единственной законной женой Артаксеркса I и матерью наследника престола Ксеркса II. Она умерла в один день с мужем. Возможно, это произошло во время какого-то похода или супруги были отравлены. Ксеркс поручил влиятельному придворному Багоразу перевезти тела родителей в Персию. Исследователь М. Дандамаев предполагает, что царственная чета была похоронена в царских гробницах в Накше-Рустам.
В Библии в книге Неемии упоминается царица, которая сидит рядом с Артаксерксом. По всей видимости, речь идет как раз о Дамаспии. Кроме того, в некоторых вавилонских документах, составленных во время правления Артаксеркса, упоминается «дом женщины дворца». Но неясно, имеется ли в виду Дамаспия или её свекровь Амастрида.